# あたいの夏休み
「あたいの夏休み」（あたいのなつやすみ）は、1986年6月5日に発売された中島みゆきの18作目のシングル。

## 解説
「あたいの夏休み」は、前作の「つめたい別れ」に引き続きスティービー・ワンダーが参加している作品である。同年にリリースされたアルバム『36.5℃』には、ミックス違いのアルバムバージョンで収録された。シングルバージョンは『Singles』で初めてアルバムに収録された。また、絵文字が特徴的なPVが制作された。
「噂」は『Singles』で初めてアルバムに収録された。1994年に開催された『夜会VOL.6 シャングリラ』でも使用されている。
ジャケットに写っている女性は中島ではなく、カメラマンの田村仁がオーディションで選んだ一般女性である。
2022年11月28日にこのシングルは、ヤマハミュージックコミュニケーションズにより、ジャケット画像は7インチシングル盤でデジタル・ダウンロード配信された。

## 収録曲
1. あたいの夏休み
  - 作詞・作曲：中島みゆき、編曲：後藤次利
2. 噂
  - 作詞・作曲：中島みゆき、編曲：後藤次利

## 参加ミュージシャン
- Drums：山木秀夫
- Guitar：松原正樹
- Piano：富樫春生
- Synth.Operator：松武秀樹
- Bass：後藤次利
- Sax：斉藤清
- Emulator：スティービー・ワンダー

## 収録アルバム
- 36.5℃ (#1, アルバムバージョン)
- 中島みゆき CDV GOLD (#1, アルバムバージョン)
- Singles (#1,2)
- 中島みゆき PRESENTS BEST SELECTION 16 (#1)